# Belgisch Vakverbond
Het Belgisch Vakverbond (BVV), in het Frans Confédération Générale du Travail de Belgique (CGTB), is een voormalige Belgisch vakbond en een van de voorlopers van het Algemeen Belgisch Vakverbond.

## Geschiedenis
Het BVV werd opgericht tijdens een buitengewoon congres op 5 december 1937 en is de opvolger van de Syndikale Kommissie. Hierbij werd de vakbeweging losgekoppeld van de Belgische Werkliedenpartij en werden er ingrijpende wijzigingen doorgevoerd op het vlak van de algemene leiding en de financiering.
Het uitbreken van de Tweede Wereldoorlog op 10 mei 1940 plaatste het BVV voor een dilemma. Zo werd er binnen de eigen beweging opgeroepen door onder andere BWP-voorzitter Hendrik de Man de bezetting te aanvaarden. Naar aanleiding van deze oproep werd in de zomer van 1940 het Nieuw BVV opgericht volgens de corporatistische principes, waarbij de klassenstrijd opzij geschoven werd. (Een gelijkaardige evolutie deed zich overigens ook voor bij de christelijke en liberale vakbonden.) Ondanks deze aanpassing verplichtte de bezetter de vakbonden op te gaan in een gemeenschappelijke organisatie met de Vlaams-nationalistische Arbeidsorde wat leidde tot de oprichting van de Unie van Hand- en Geestesarbeiders (UHGA) op 22 november 1940.
Zoals reeds aangegeven legde echter niet het ganse BVV zich neer bij de bezetting. Zo weigerden tal van belangrijke vakbondsleiders, onder andere Joseph Bondas en Louis Major, zich bij de UHGA aan te sluiten. Met sluikpers zoals "De Werker" bestreden ze de UHGA. Anderen vluchtten via Frankrijk naar Londen, alwaar ze het Belgisch Syndicaal Centrum (BSC) opzette. Vanuit dit centrum werden overigens contacten aangeknoopt met een aantal vertegenwoordigers van de patronale wereld. Hierbij werden besprekingen aangeknoopt over de na de oorlog te voeren sociale politiek en werd reeds in april 1942 een eerste akkoord bereikt. Hierin erkende het patronaat de vakbonden en legden deze zich neer bij de patronale eigendomsverhoudingen. Deze wederzijdse erkenning staat bekend als het Sociaal Pact. Daarnaast vonden ze ook een aantal werkgevers bereid om de ondertussen illegale vakbeweging (en zo dus het verzet tegen de bezetter) financieel te steunen.
Op het fusiecongres van 28 en 29 april 1945 werd besloten het Belgische Vakverbond te ontbinden. Voortaan zou men, samen met het Belgisch Verbond van Eenheidssyndicaten (BVES), het Algemeen Syndicaat der Openbare Diensten (ASOD) en de Mouvement Syndical Unifié (MSU), verdergaan onder de naam Algemeen Belgisch Vakverbond (ABVV).

## Structuur

### Bestuur
| Tijdspanne  | Voorzitter         |
| ----------- | ------------------ |
| 1937 - ?    | Edward De Vlamynck |
| 1940 - 1945 | Joseph Bondas      |

| Tijdspanne  | Algemeen secretaris                                  |
| ----------- | ---------------------------------------------------- |
| 1937 - 1940 | Joseph Bondas                                        |
| 1940 - 1945 | Jef Rens (toegevoegd algemeen-secretaris vanaf 1939) |